# Nu har Kristus kommit
Nu har Kristus kommit är en psalm med text skriven av Gdy sie Chrystus rodzi, polsk 1838, Cecilia 1950 och S-E Pernler 1985. Musiken är polsk från 1800-talet?.

## Publicerad i
- Psalmer i 90-talet som nr 839 under rubriken "Kyrkans år".
- Psalmer i 2000-talet som nr 933 under rubriken "Kyrkans år"